# 陈祈
陳祈（1842年—1893年） ，字秋鴻、號雨邨，為鹿港廈郊慶昌行陳克勸大房陳植柳之次子、陳耀郁之弟，亦為陳克勸之孫，相傳陳祈為十宜樓主人。
陳祈(秋鴻)其最初為邑庠生，經軍功封為從六品布政司經歷，今鹿港民俗文物館典藏同治年間所封贈的「陳祈本身妻室敕命」，「陳祈父母敕命」，同治皇帝所頒聖旨珍藏在「奉天誥命」木雕供座背面。內文中關於陳祈的讚辭為賦質純良持身恪謹。先獲封贈儒林郎，後又封贈為「奉政大夫」。
彰化吳德功在明治31年（1898）撰寫「溫陵元清觀碑記」中，碑文有「候選同知」陳祈交來艮一百元，平六十八兩八俴」之捐金紀錄，可知陳祈已封贈至正五品官。

## 家族
- 陳克勸

- 陳植柳

- 長子：陳耀郁
- 次子：陳祈（陳秋鴻）

- 長子：陳培熊
- 次子：陳育恩
- 三子：陳質芬（陳織雲）
- 四子：陳藻雲
- 五子：陳澄雲

- 三子：陳鳳鳴（陳耀寶）
- 四子：陳耀曆（陳耀勒）

- 陳宗潢（陳植梅）

- 長子：陳耀（陳耀要）

- 陳植知

- 次子：陳耀玨（陳耀角）

- 陳植竹

- 次子：陳耀烈

- 陳植昆
- 陳宗濬

- 長子：陳耀敏
- 三子：陳履謙（陳祝三）

- 陳宗華

- 長子：陳振德（陳耀漢）
- 四子：陳懷澄（陳耀河）

- 長子：陳培煦

## 外部連結
- 臺灣歷史人物小傳 - 明清暨日據時期 / 陳耀 （页面存档备份，存于）